# Hiro
Hiro (nascido em Shimane em 5 de agosto), estilizado como HIRO, é um músico e compositor japonês. Originalmente ficou conhecido por ser guitarrista e principal compositor da banda de rock La'cryma Christi e por seu visual. Após a separação do grupo, formou a dupla Libraian. Em 2017, iniciou uma carreira solo. Ele também é guitarrista suporte de artistas como Creature Creature, C4, Acid Black Cherry, Asagi e Kamijo.
Hiro utiliza principalmente guitarras ESP.

## Juventude e influências
Hiro nasceu na prefeitura de Shimane em 5 de agosto. Ele começou na música tocando heavy metal e hard rock, e contou que com La'cryma Christi preferiu criar algo "mais original". Apesar da musicalidade do La'cryma Christi, ele nunca se interessou por ouvir artistas de rock progressivo. Ele foi influenciado pela banda japonesa Dead End.

## Carreira
Na época da faculdade, Hiro decidiu formar uma banda com seu colega de quarto, Taka. Com a adição de mais três membros, eles formaram a Strippe-D Lady em Osaka. Em 1994, foi renomeada para La'cryma Christi. Eles foram nomeados um dos "quatro reis celestiais do visual kei" dos anos 1990. Hiro escreveu canções de sucesso como "In Forest", "Lhasa" e "Ivory Trees", a primeira da banda em uma grande gravadora. Sua aparência foi marcada por seus longos cabelos pretos, se destacando dos outros membros. Shun, da banda DuelJewel, e Yasu da Acid Black Cherry citam Hiro como influência.
La'cryma Christi se separou em 2007. Hiro e Taka partiram imediatamente para a formação de uma dupla, chamada Libraian. A partir de 2012, a unidade já estava em hiato. O músico participou de vários eventos de Halloween Party sediados pela banda VAMPS, como em 2010, 2011 e 2013. No álbum de tributo ao Dead End, DEAD END Tribute - SONG OF LUNATICS -, Hiro tocou "Embryo Burning".
Em 2017 o músico estreou sua carreira solo, anunciando o lançamento do álbum Gale, inteiramente instrumental. Em junho fez dois shows em dupla com o outro ex-guitarrista do La'cryma Christi, Koji. Hiro participou do primeiro álbum do músico Asagi junto com vários outros artistas, lançado em janeiro de 2018. Em 15 de agosto do mesmo ano lançou seu segundo álbum, Midnight Sun. Em contraste com o primeiro, todas as músicas possuem vocais de Hiro, com algumas das letras escritas pelo próprio e outras por Shozo Ise. Ele contou que não teve facilidade ao escrever as letras, e que na época no La'cryma Christi, ele escrevia apenas esboços e os repassava para o vocalista, Taka. No dia 26, apresentou um show em promoção ao álbum no Shibuya Club Quatro.  Na véspera de natal, se juntou com Kiyo de Janne Da Arc para um show especial de natal.
Em 2024, Hiro acompanhou Kamijo como guitarrista suporte em sua turnê pela Europa e acompanhará na turnê pela América Latina e Estados Unidos em 2025.

## Discografia
Solo
- Gale (28 de abril de 2017)
- Midnight Sun (15 de agosto de 2018)

La'cryma Christi